# جک اسمیت (بازیکن فوتبال، زاده ۱۹۹۴)
جک اسمیت (انگلیسی: Jack Smith؛ زادهٔ ۲۷ دسامبر ۱۹۹۴) بازیکن فوتبال اهل بریتانیا است.
از باشگاه‌هایی که در آن بازی کرده‌است می‌توان به باشگاه فوتبال سنت میرن اشاره کرد.